# Maribel (Wisconsin)
Maribel es una villa ubicada en el condado de Manitowoc en el estado estadounidense de Wisconsin. En el Censo de 2010 tenía una población de 351 habitantes y una densidad poblacional de 115,53 personas por km².

## Geografía
Maribel se encuentra ubicada en las coordenadas 44°16′44″N 87°48′7″O / 44.27889, -87.80194. Según la Oficina del Censo de los Estados Unidos, Maribel tiene una superficie total de 3.04 km², de la cual 3.03 km² corresponden a tierra firme y (0.17%) 0.01 km² es agua.

## Demografía
Según el censo de 2010, había 351 personas residiendo en Maribel. La densidad de población era de 115,53 hab./km². De los 351 habitantes, Maribel estaba compuesto por el 99.15% blancos, el 0% eran afroamericanos, el 0.28% eran amerindios, el 0% eran asiáticos, el 0% eran isleños del Pacífico, el 0% eran de otras razas y el 0.57% pertenecían a dos o más razas. Del total de la población el 0.28% eran hispanos o latinos de cualquier raza.